# Regina Ramstetter

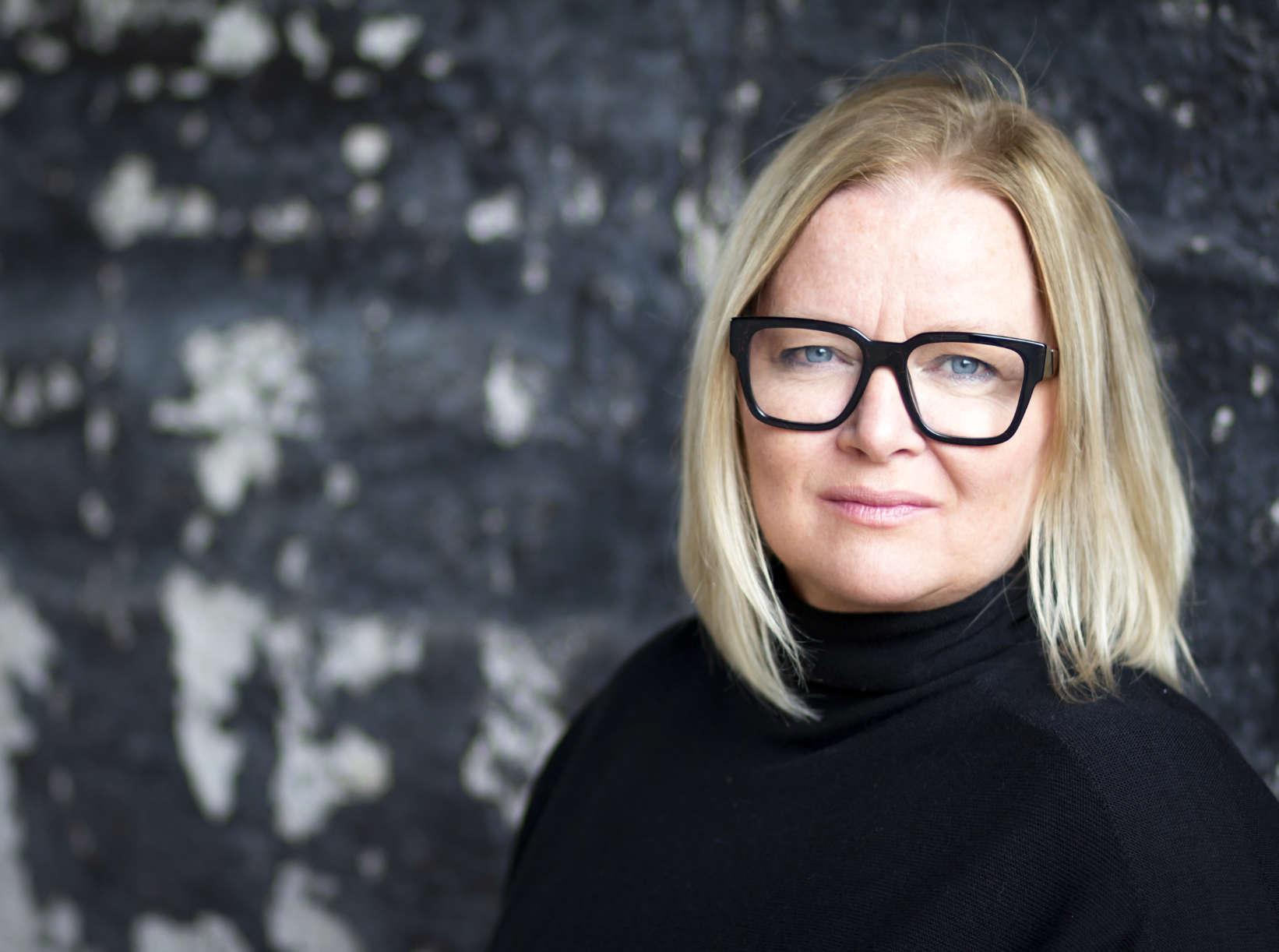
Regina Ramstetter

Regina Ramstetter (* 29. August 1972 in Simbach am Inn) alias Ina Resch und Ina Bach ist eine deutsche Schriftstellerin.

## Werdegang
1972 in Bayern geboren und aufgewachsen, studierte Regina Ramstetter nach einem Au-pair-Aufenthalt in England BWL in Landshut und Nordirland und arbeitete nach dem Diplom in den Bereichen Human Resources sowie Public Relations für einen großen Konzern. Heute arbeitet sie als freie Autorin.
Ihr erster Kriminalroman Leichrevier erschien 2014 im Emons Verlag. Inzwischen sind weitere Romane und Kurzgeschichten erschienen. Im Jahr 2022 war sie mit die Farbe des Vergessens in der Kategorie Roman für den Friedrich-Glauser-Preis nominiert. 
Regina Ramstetter wohnt im Rottal in Niederbayern, nahe der österreichischen Grenze. Sie ist verheiratet und hat drei Kinder. 

## Publikationen
- 1987: Ein Gedicht aus längst vergangener Zeit (Regina Janetzky). Gedicht, In: So stelle ich mir die Zukunft vor, Schneekluth Verlag, ISBN 3795110742
- 2014: Leichrevier. (Regina Ramstetter). Passau-Krimi, Hauptkommissar Kroner & Valli Milner 1, Emons Verlag, ISBN 978-3954512942
- 2014: Das Erbe der Weltenreiter – Eyvindurs Sohn (R. R. Janetzky), Historische Phantastik, BoD, Teil I: ISBN 978-1500760335 / Teil II: ISBN 978-1500761547
- 2015: Lattenknaller (Regina Ramstetter). Passau-Krimi, Hauptkommissar Kroner & Valli Milner 2, Emons Verlag, ISBN 978-3954515769
- 2016: Die Bixlmadam von Gern. Kurzgeschichte, In: BöfflaMORD, Hrsg. Ingrid Werner, Wellhöfer Verlag, ISBN 978-3954281923
- 2016: Apostelwasser (Regina Ramstetter). Passau-Krimi,  Hauptkommissar Kroner & Valli Milner 3, Emons Verlag, ISBN 978-3954518234
- 2017: Halali auf Monte Karnickel. Kurzgeschichte, In: Mordsmäßig Münchnerisch, Hrsg. Ingrid Werner, Hirschkäfer Verlag, ISBN 978-3940839558
- 2022: Die Farbe des Vergessens (Ina Resch). Spannungsroman, Emons Verlag, ISBN 978-3740811457
- 2022: Kein Hühnchen ohne Federn. Kurzgeschichte, In: Tour de Mord, Hrsg. Carola Christiansen & Mareike Fröhlich, Servus Krimi, ISBN 978-3710403033
- 2024: Dem Herrgott sei' Schlankldog (Ina Resch). Kurzgeschichte, In: Schaurige Orte in Bayern: Unheimliche Geschichten, Hrsg. Lutz Kreutzer, Gmeiner-Verlag, ISBN 978-3839206423
- 2024: Sweet Caroline, oh, oh, oh … (Ina Resch). Kurzgeschichte, In: Jeder Schuss ein Treffer: Fußball-Krimis zur EM 2024, Hrsg. Lutz Kreutzer, Gmeiner-Verlag, ISBN 978-3-8392-0702-4
- 2024: Goldene Träume – Die Münchner Ärztinnen – Band 1 (Ina Bach). Historischer Roman, Goldmann Verlag, ISBN 978-3-442-20675-9
- 2025: Goldene Zeiten – Die Münchner Ärztinnen – Band 2 (Ina Bach). Historischer Roman, Goldmann Verlag, ISBN 978-3-442-20674-2
- 2025: Goldene Träume – Die Münchner Ärztinnen – Band 3 (Ina Bach). Historischer Roman, Goldmann Verlag, ISBN 978-3-442-20673-5